# Матвієнко Дмитро Борисович
Дмитро́ Бори́сович Матвіє́нко (13 травня 1981, Харків, Україна — 23 січня 2023, Бахмут, Донецька область, Україна) — старший сержант Національної гвардії України, учасник російсько-української війни. Лицар ордена Богдана Хмельницького III ступеня. Кавалер ордена «За мужність» III ступеня.

## Життєпис
Народився 13 травня 1981 року в місті Харків. У 1999 році закінчив Гадяцьке вище професійне аграрне училище.
З початком повномасштабного російського вторгнення добровольцем долучився до лав Національної гвардії України. Обіймав посаду начальника групи телекомунікаційних мереж та інформаційних систем взводу зв'язку 1-го батальйону оперативного призначення НГУ ім. Сергія Кульчицького. З перших днів брав участь в обороні міста Харків.
23 січня 2023 року під час стрілецького бою поблизу міста Бахмут Донецької області зазнав смертельних поранень. Похований 26 січня на кладовищі в селі Бобрик Полтавської області.

## Нагороди
- орден «За мужність» III ступеня (24 січня 2023) — за особисту мужність і самовідданість, виявлені у захисті державного суверенітету та територіальної цілісності України, вірність військовій присязі, сумлінне та бездоганне служіння Українському народові[6];
- орден Богдана Хмельницького III ступеня (7 липня 2023, посмертно) — за особисту мужність і самовідданість, виявлені у захисті державного суверенітету та територіальної цілісності України, сумлінне та бездоганне служіння Українському народові[7].